# Chamaepentas
Chamaepentas es un género con seis especie de plantas con flores perteneciente a la familia Rubiaceae. Se encuentran en Kenia y el sur del África tropical.

## Taxonomía
El género fue descrito por Cornelis Eliza Bertus Bremekamp y publicado en Verh. Kon. Ned. Akad. Wetensch., Afd. Natuurk., Tweede Sect. 48(2): 46. 1952.

## Especies
- Chamaepentas graniticola (E.A.Bruce) Kårehed & B.Bremer
- Chamaepentas greenwayi Bremek.
- Chamaepentas hindsioides (K.Schum.) Kårehed & B.Bremer
- Chamaepentas longituba (K.Schum. ex Engl.) Kårehed & B.Bremer
- Chamaepentas nobilis (S.Moore) Kårehed & B.Bremer
- Chamaepentas pseudomagnifica (M.Taylor) Kårehed & B.Bremer